# Kelayres
Kelayres est une census-designated place située dans le comté de Schuylkill, dans l’État de Pennsylvanie, aux États-Unis. Lors du recensement de 2020, elle compte 497 habitants.